# Gianni Versace
Gianni Versace (Reggio di Calabria, Itàlia, 2 de desembre de 1946 - Miami, Estats Units, 15 de juliol del 1997) va ser un dissenyador italià de roba per a tots dos sexes. Va absorbir influències d'Andy Warhol, l'art grec i romà, així com de l'art abstracte modern.
Gianni va ser el fundador de la famosa companyia de moda Versace. La primera botiga va ser inaugurada a la Via della Spiga de Milà a 1978, i la seva popularitat va ser immediata. Avui dia és una de les cases de moda més importants a nivell internacional.

## Biografia

### Primers anys
Gianni Versace va néixer a Reggio di Calabria, Itàlia, on va créixer amb el seu germà major Santo, la seva germana petita Donatella, el seu pare, i la seva mare Francesca. Tenia una germana gran, Tina, que va morir als 12 anys a causa d'una infecció del tètanus que no va ser tractada de manera adequada.
Gianni va començar el seu aprenentatge de molt jove, ajudant a la seva mare a trobar pedres precioses i fils d'or per brodar vestits. Va estudiar arquitectura abans de mudar-se a Milà als 25 anys per treballar en el disseny de moda.
A mitjans dels anys 70, els seus muntatges van cridar l'atenció de les marques Genny i Callaghan. El van contractar per dissenyar les seves col·leccions i uns anys més tard, animat pel seu èxit, va presentar la seva primera signatura de col·lecció per a dona al museu d'art, Palazzo della Permanente, de Milà. La seva primera col·lecció per a home va arribar al setembre d'aquest mateix any. Després de presentar la seva col·lecció d'home, es va unir amb Jorge Saud, qui més tard es tornaria company de Giorgio Armani.

### Estil exuberant
La signatura Versace va aconseguir la celebritat mundial a la dècada dels '80, en part gràcies a una sagaç associació amb estrelles del món de l'espectacle, tal com fa Giorgio Armani. Els famosos de Hollywood i els cantants de música pop van començar a triar aquesta marca per vestir a les grans cerimònies i fins i tot en els seus concerts i films. Entre els seus clients hi havia Liz Taylor i Elton John. Però al contrari que Armani, sinònim de sobrietat i estilització, Gianni Versace va imposar una estètica exuberant i molt atrevida en colorit i materials, gairebé cridanera i  kitsch, amb tons fluor i daurats, barroca fins a vampiritzar estètiques de segles passats (Pompeia, manierisme).
El 1994 la (fins llavors modesta) actriu Liz Hurley va saltar a la fama planetària en lluir un vestit Versace de vertiginós escot, tot just pres per uns imperdibles. Pocs anys després, la polèmica pel·lícula Showgirls va incloure un diàleg on la seva protagonista Elizabeth Berkley lluïa al seu vestit Versace i li replicaven sobre com pronunciar correctament aquest cognom italià.
Versace feia ostentació del luxe en sintonia amb l'època de Ronald Reagan i del consumisme il·limitat, en la qual els referents socials semblaven ser elsyuppies i les estrelles del rock. La Medusa i la greca d'origen clàssic, es van tornar distintius inconfusibles de Versace, i s'associaven a l'opulència, mostrant en primer pla en bosses, calçat, banyadors, bijuteria ... davant la discreció d'altres cases de moda. Aquests articles més assequibles arribaven a un públic de classe mitjana i ajudar a l'apogeu de la casa italiana.
Però mort Gianni Versace els gustos començar a canviar. Sota la tutela de la seva germana Donatella, la companyia seguiria endavant adaptant-se a les noves modes, i ja en dates recents, arran de certa nostàlgia pels anys 80, ha recuperat i difós l'estil més desbordat de Gianni mitjançant una col·lecció d'abast massiu llançada a través de H&M.

### Vida personal

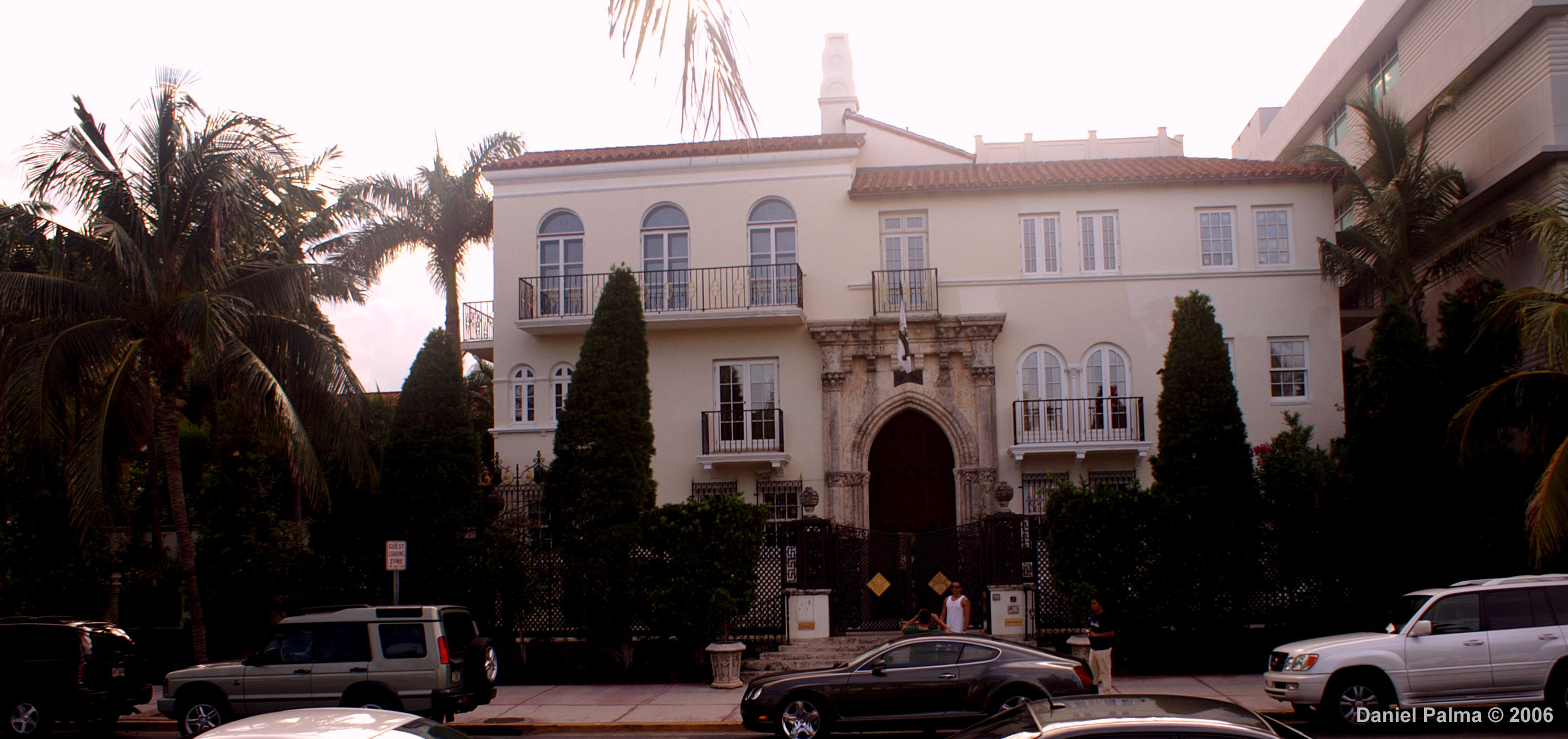
La casa de Versace a Miami Beach.

Va conèixer Antonio D'Amico, un model, l'any 1982. La parella es va embarcar en una relació que va durar onze anys, fins a la sobtada mort de Versace. Durant aquest temps Antonio va ser dissenyador per a la línia esportiva Versace.
Versace va deixar a la seva parella D'Amico una pensió mensual vitalícia de 50 milions de llires (aprox. $ 26,000 dòlars), i el dret a ocupar qualsevol de les residències Versace homes a Itàlia i en els Estats Units. D'Amico ara té la seva pròpia companyia de disseny de moda.

### Mort
Un matí de juliol a l'estiu de 1997, tornant de la seva acostumada caminada pel passeig de Ocean Drive a Miami, Versace va ser tirotejat davant de la seva mansió amb vistes al Mar a Miami Beach. Va ser mort per l'assassí en sèrie Andrew Cunanan, qui es va suïcidar poc després de l'homicidi i el seu cos va ser trobat en un iot. La policia va dictaminar que Cunanan es va suïcidar amb la mateixa pistola que va usar per matar Versace i a més es va saber que l'assassí havia estat dos dies abans del crim a casa seva. Els Investigadors van determinar, per estar depilat i altres senyals que caminava vestit de dona per esmunyir i enganyar les autoritats.
Versace va ser sepultat a la localitat de Como, a Itàlia. Al setembre de 1997 es va anunciar que Santo Versace i Jorge Saud eren els nous propietaris dels béns de Versace. La germana de Gianni, Donatella Versace, era la nova líder del departament de disseny. Elton John va dedicar el seu àlbum de 1997, The Big Picture a Versace.
Al seu testament, Versace va deixar el 50% del seu imperi de la moda a Allegra Beck, la seva neboda, filla de Donatella. En complir la majoria d'edat en 2004, Allegra va heretar al voltant de 500 milions de dòlars (50% de la companyia) de l'imperi de moda Versace. Té l'última paraula en la venda i altres detalls en la línia de roba Versace. Allegra tenia amb prou feines onze anys quan el seu oncle va ser assassinat.
El juliol del 2007, un ballet especialment escrit per l'ocasió va ser presentat en el Teatre de la Scala, a Milà, en marc del desè aniversari de la mort del dissenyador.  Thanks Gianni, With Love va ser realitzada pel coreògraf  francès Maurice Béjart, a qui Versace li va dissenyar diversos vestits.

## Filmografia

### Com dissenyador de vestuari
- Ballet for life (1997);
- Judge Dredd (1995);
- Shakespeare Shorts (sèrie de TV, 1996);
- Showgirls (1995);
- Kika (1993);
- Vacanze di Natale (1991);
- Cin cin (1991);
- As Long as It's Love (1989);
- Miami Vice (sèrie de TV, 1989);

### Actor
- Catwalk (1996);
- Spiceworld (1997);

## Premis
- Oscar americà de la moda atorgat l'1 de febrer de 1993.
- Orde al Mèrit de la República Italiana atorgada pel president d'Itàlia, Francesco Cossiga el 24 de gener de 1986.